# الماس‌آباد
الماس‌آباد ، روستایی از توابع بخش مرکزی شهرستان سلسله در استان لرستان ایران است.

## جمعیت
این روستا در دهستان یوسف وند قرار دارد و براساس سرشماری مرکز آمار ایران در سال ۱۳۸۵، جمعیت آن ۱۷۵ نفر (۴۱خانوار) بوده‌است. جمعیت این روستا در سرشماری عمومی نفوس مسکن ایران در سال ۱۳۹۵ اعلام نشده است.